# Domingo Aramburú
Domingo Aramburú (1843 - 1902) fou un advocat, periodista i polític uruguaià. Va ser un dels principals militants de l'antic Partit Constitucional.
El 1866 es va graduar d'advocat per la Universitat de la República. Poc temps després es va dedicar activament al periodisme sota el pseudònim de "Bizantynus". Pel que fa al camp pedagògic, va presidir la Societat d'Amics de l'Educació Popular durant els períodes de 1882-1883 i de 1885-1886.